# Матюшин, Фёдор Семёнович
Фёдор Семёнович Матюшин (21 апреля 1904, с. Бежица, Брянский уезд, Орловская губерния, Российская империя — март 1979) — советский партийный и хозяйственный деятель. Первый секретарь Запорожского обкома КП(б) Украины (1939—1941, 1943—1946), член ЦК КП(б) Украины (1940—1949).

## Биография
Родился в рабочей семье в селе Бежица Брянского уезда Орловской губернии Российской империи (ныне часть города Брянска). Начал трудовую деятельность в 13 лет учеником электромонтёра. В 1917—1925 г. — электромонтёр и кочегар на заводах.
В 1925 вступил в РКП(б).
В 1925 году закончил сокращённую партшколу. В 1925—1926 года — пропагандист Брянского губернского комитета ВКП(б), заведующий отделом пропаганды и агитации Бежицкого волостного комитета ВКП(б). С 1926 года снова работал на заводе.
В 1936 году окончил Ленинградский индустриальный институт, инженер-электрик. В 1936—1938 годах — инженер, главный механик Мелитопольского насосно-ремонтного (коксокомпрессорного) завода.
В декабре 1938 — январе 1939 года — первый секретарь Мелитопольского районного комитета КП(б) Украины. Был делегатом 18 съезда ВКП(б), 15 съезда КП(б)У от Запорожской области.
В январе — феврале 1939 года — первый секретарь Организационного бюро ЦК КП(б) Украины по Запорожской области. В феврале 1939 — августе 1941 года — первый секретарь Запорожского областного комитета КП(б) Украины. В 1940 — августе 1941 года — первый секретарь Запорожского городского комитета КП(б) Украины. Делегат XVIII конференции ВКП(б) Осуществлял общее руководство по эвакуации заводов перед захватом Запорожья немецкими войсками осенью 1941.
С октября 1941 по август 1942 года — начальник оперативной группы при Военном Совете Южного фронта. В 1942—1943 г. — в распоряжении ЦК КП(б)У.
В 1943 — августе 1946 года — первый секретарь Запорожского областного комитета КП(б) Украины. Депутат Верховного Совета СССР 2-го созыва в Совете СССР от Запорожской области.
В 1946—1953 годах — заместитель министра местной промышленности Украинской ССР. В 1953—1963 годах — начальник Украинского товарно-транспортного управления Главнефтесбыта. В 1963—1965 годах — начальник Главнефтесбыта Совета Министров Украинской ССР. С 1965 года — на пенсии.

## Награды
- орден Ленина (7.02.1939) — за выдающиеся успехи в сельском хозяйстве, и в особенности за перевыполнение планов основных сельскохозяйственных работ
- орден Отечественной войны I степени (1945) — за успешное выполнения плана хлебозаготовок 1944 года
- медали